# Vasos y besos
Vasos y Besos es el segundo álbum de estudio de la banda argentina Los Abuelos de la Nada, publicado en 1983 por Interdisc, con producción artística del propio grupo 
Ha sido posicionado en el puesto 199 en la lista de  los 250 álbumes esenciales del rock iberoamericano de la revista norteamericana Al borde y en el puesto 29 de los 100 mejores discos de rock argentino de la revista Rolling Stone.
La canción «Mil horas» incluida en el álbum logró el puesto 14° de Los 100 hits del rock argentino por Rolling Stone en 2002, el puesto 77° en un ranking similar hecho en 2007 por Rock.com.ar, y el puesto 38° en el ranking de las 500 mejores canciones iberoamericanas de rock por la revista estadounidense Al Borde en 2006.

## Historia
Con este material llega la consagración definitiva de la banda, principalmente por su segundo sencillo «Mil horas» y canciones como «No se desesperen» (de marcado sonido brasilero de carnaval, en este caso samba), «Sintonía americana» (disco), «Así es el calor» (hard rock), «Vamos al ruedo» (new wave) y «Chalamán» (reggae) que les brindan muchísima difusión constante. Curiosamente, el álbum no contuvo la canción «Vasos y Besos» entre la lista de temas.
Las composiciones de Miguel Abuelo toman un lugar de privilegio en el álbum. Grandes poesías como «Yo soy tu bandera» y «Espía de Dios» son muestras de ello. Además incluye una canción que formaba parte de los primeros demos de Miguel, «Mundos in mundos». Con todos estos ingredientes, Los Abuelos de la Nada lograron un álbum exitoso que captó al público joven, los acercó al público masivo con las composiciones de Calamaro, sin perder la calidad que caracterizó siempre a la banda y en especial a la obra de Miguel Abuelo.
Luego de la presentación del álbum en Velez Sarfield, Daniel Melingo abandona la formación para dedicarse a su banda Los Twist, que estaba en pleno crecimiento con su primer disco La Dicha en Movimiento. Su lugar es ocupado por Alfredo Desiata.

## Lista de canciones
| Vasos y besos |                                                      |                                   |          |  |
| N.º           | Título                                               | Escritor(es)                      | Duración |  |
| 1.            | «No se Desesperen» (Voz líder: Abuelo y Bazterrica)  | (Gustavo Bazterrica)              | 4:57     |  |
| 2.            | «Así es el calor» (Voz líder: Calamaro y Bazterrica) | (Andrés Calamaro/Gringui Herrera) | 2:38     |  |
| 3.            | «Yo Soy tu Bandera» (Voz líder: Abuelo)              | (Miguel Abuelo/Cachorro López)    | 2:49     |  |
| 4.            | «Sintonía Americana» (Voz líder: Abuelo)             | (M. Abuelo/C. López)              | 3:09     |  |
| 5.            | «Espía de Dios» (Voz líder: Abuelo)                  | (M. Abuelo/G. Bazterica)          | 2:20     |  |
| 6.            | «Cucarachón de Tribunal» (Voz líder: Bazterrica)     | (G. Bazterrica)                   | 3:29     |  |
| 7.            | «Vamos al Ruedo» (Voz líder: Abuelo)                 | (C. López/A. Calamaro)            | 3:32     |  |
| 8.            | «Mil horas» (Voz líder: Calamaro)                    | (Andrés Calamaro/Marcelo Scornik) | 2:50     |  |
| 9.            | «Hermana Teresa» (Voz líder: Abuelo)                 | (M. Abuelo/C. López)              | 3:04     |  |
| 10.           | «Chalamán» (Voz líder: Melingo y Lopez)              | (Daniel Melingo)                  | 4:05     |  |
| 11.           | «Mundos in Mundos» (Voz líder: Abuelo)               | (M. Abuelo)                       | 4:32     |  |

## Músicos
- Miguel Abuelo: voz principal y coros, percusiones
- Andrés Calamaro: voz principal, coros, sintetizadores, vocoder, piano eléctrico y percusión
- Gustavo Bazterrica: voz principal y coros, guitarra principal y percusión
- Cachorro López: voz principal y coros, bajo y cuica
- Daniel Melingo: voz principal y coros, saxofón, clarinete, guitarra rítmica y percusión
- Polo Corbella: batería híbrida y caja de ritmos